# 天水圍第109區文物修復保存中心
天水圍第109區文物修復保存中心（前稱博物館中央文物貯藏大樓），為香港康樂及文化事務署計劃於香港新界元朗區天水圍109區（即香港濕地公園旁）興建，佔地約5,000平方米，樓高10層，樓面總面積約為18,700平方米，作為集中貯藏現時分散於香港各區的館藏，使香港所收藏的文物得到更妥善的保護及管理等。此外，其中1層、約2,000平方米，計劃作為新界西及新界北首座專題展覽廳──天水圍大樓展覽廳。博物館中央文物貯藏大樓原預計於2015年至2016年啟用。唯到2016年4月，康文署表示正在積極籌劃中，未有確實落成日期。

## 位置
天水圍109區位於天業路公園旁，毗鄰學校及天晴邨，屬於「政府、機構或社區」用地。至今，部分用地暫時供予土木工程拓展署作為臨時工地辦公室。

## 設施
- 文物貯藏庫：室內環境具有恆常濕度、防火及防蟲等條件；用戶包括香港歷史博物館、香港藝術館、香港電影資料館、香港科學館、香港太空館、香港文化博物館及古物古蹟辦事處。
- 專科文物復修工作室
  - 文物滅蟲室
  - 攝影室
  - 檔案室，等等
- 天水圍大樓展覽廳：佔博物館中央文物貯藏大樓一整層，面積約2,000平方米，開放予公眾使用為文化教育設施。當中約600平方米為專題展覽廳，供予定期舉辦以藝術、歷史及科學為主題的展覽。
- 多功能教育活動室：兩座
- 文物資源中心：提供嶄新學習平台，方便公眾對文物藏品，包括一些未展示過的文物，進行實物研習。
- 天文觀測及研究工作室：位於天台，供予公眾使用先進設施進行天文觀測。

## 歷史
至2012年年底，康樂及文化事務署轄下的14間公共博物館館藏數量達逾20萬件，香港電影資料館館藏數量達80萬件；隨著香港文物的收藏品數量與日俱增，大部分香港博物館均面臨貯藏空間短缺的問題。2012年，康樂及文化事務署表示計劃於天水圍109區興建香港首座博物館中央文物貯藏大樓，集中貯藏上述14間公共博物館現時分散於香港各區的館藏。康樂文化事務署計劃於博物館中央文物貯藏大樓啟用後，於該處舉辦文物修護展覽，及介紹其專業，更考慮日後將一些位於香港市區主要博物館所舉辦的重要展覽轉移至天水圍大樓展覽廳展覽。有關建議倘若獲得區議會及居民支持，康樂及文化事務署將會根據既定程序確定發展範圍，然後交由建築署展開工程可行性研究，預計於2015年至2016年啟用。
2013年1月4日，康樂及文化事務署於元朗區議會會議上，就有關建議諮詢區議員的意見。民政事務局於2014年7月批出工程界定書，並邀請建築署進行技術可行性研究。
2019年4月4日，建築署就此大樓展開的建築顧問招標開標，確定由巴馬丹拿建築及工程師有限公司負責設計此大樓，並預計2026年5月完工。

## 鄰近

### 公共屋邨
- 天晴邨

### 私人屋苑
- Wetland Seasons Park

### 公園
- 香港濕地公園

## 外部連結
- 元朗天水圍第109區博物館中央文物貯藏大樓擬建設施[永久]